# Груша 'Осенняя Сусова'
Груша 'Осенняя Сусова' — осенний (позднеосенний) сорт груши.
Включён в Госреестр по Центральному региону. Рекомендуется для испытания в южных районах Центрального и в Центрально-Чернозёмном регионах России.
Отобран Сусовым В.И.в деревне Городня Коломенского района Московской области.

## Характеристика сорта
Деревья среднерослые. Крона шаровидная (согласно другому источнику широкопирамидальная), средней густоты.
Побеги мощные, толстые, с короткими междоузлиями, зеленовато-жёлтые.
Плоды крупные (150—250 г), форма округлая (почти как у яблони). Кожица зеленовато-жёлтая со слабым красновато-розовым румянцем или без него. Плодоножка толстая, короткая. Блюдце и воронка мелкие, небольшие. Мякоть плотная, белая, очень сочная, со слабым ароматом. Вкус кисло-сладкий, очень хороший (4—4,8 балла). Плоды хранятся в обычном подвальном плодохранилище до декабря.

## В культуре
Урожайность высокая, регулярная, скороплодность средняя. В Московской области зимостойкость выше средней (выше чем у сорта 'Москвичка'). Устойчив к парше. Листья более устойчивы к галловым клещом в сравнении с сортами 'Чижовская', 'Лада' и др.